# Harvey Bullock
Harvey Bullock – fikcyjna postać drugoplanowa z komiksów o przygodach Batmana, które wydaje DC Comics, oraz różnych ekranizacji tychże komiksów. Autorami postaci są: scenarzysta Archie Goodwin i rysownik Howard Chaykin; po raz pierwszy pojawił się w Detective Comics vol. 1 #441 (czerwiec 1974).
Harvey Bullock jest detektywem w policji Gotham City (Gotham City Police Department, GCPD). Jest bliskim współpracownikiem komisarza Jamesa Gordona. Znany jest jako najbardziej kontrowersyjny funkcjonariusz policji w Gotham. Oprócz przynależności do policji Gotham, Bullock przynależał do organizacji Checkmate.
Postać Harveya Bullocka gościła również w serialach animowanych i aktorskich o przygodach Batmana. W serialu Gotham w jego rolę wciela się Donal Logue. W serialach animowanych Batman (Batman: The Animated Series) i Superman (Superman: The Animated Series) głosu użyczył mu aktor Robert Costanzo.